# 526-os antiokheiai földrengés
Az 526-os antiokheiai földrengés május 20-a és 29-e között, valószínűleg déltájban történt a Bizánci Birodalom egyik legfontosabb városában és környékén. A földrengésben és az azt követő napokig tartó tűzvészben Antiokheia összes épülete elpusztult, és legalább 250 ezer ember halt meg.

## A térség szeizmológiája
A ma Törökországhoz tartozó Antakya városa szeizmikusan aktív térségben fekszik, az Afrikai-, az Arab- és az Anatóliai-lemezek közötti törésvonalak találkozási pontjának közelében. Az elmúlt kétezer év történeti feljegyzései arról tanúskodnak, hogy az i. e. 3. században alapított települést 150 évenként pusztító, a Mercalli-skálán 9–10. fokozatú földrengések rázták meg.

## A földrengés pontos dátuma
Az 526-os antiokheiai földrengés pontos dátumaként a történeti és szeizmológiai szakirodalomban két május végi nap szerepel: 20. és 29. Salamon és munkatársai mindkét napot közlik (20. vagy 29.), Sbeinati, Darawcheh és Mouty egy 20. és 29. közötti napról beszél.
A földrengés egyik fő történeti forrása a tanulmányait Antiokheiában végző és ekkor még valószínűleg ott is élő Malalasz János történetíró Krónikájának (Chronographia) 17. könyve. Malalasz utal rá, hogy a katasztrófa áldozócsütörtök ünnepén lehetett. Bár nem állítja, hogy maga a földrengés is áldozócsütörtökön lett volna – amely abban az évben május 28-ra esett –, egy másik ponton az egyik szövegváltozat azonban erre utal. Malalasz szerint a túlélők pár nappal a katasztrófa után egy csodás égi jelnek voltak tanúi: „Az összeomlás utáni harmadik napon a Szent Kereszt jelent meg az égen a felhők között a város északi kerülete felett…” A napjainkig fennmaradt egyetlen kéziratban csupán ennyi szerepel, a Chronographia elveszett, de későbbi művekből rekonstruált egyházi szláv nyelvű fordítása azonban „az összeomlás utáni harmadik nap”-ot vasárnapnak mondja („azazhogy vasárnap a nyolcadik órában”).
A 6. századi, szír nyelven író történész, Epheszoszi János szerint a földrengés a hetedik órában, vagyis dél körül tört ki.

## A földrengés következményei
Malalasz János szerint a földrengés után csak a hegyek közelében lévő házak, valamint az Orontész folyó szigetén álló, Nagy Konstantin által alapított Domus Aurea, az Antiokheiai pátriárka katedrálisa maradt állva, a tűzvész azonban ezeket is elpusztította. A Zuqnin-krónika szerint a katedrális mellett más templomok is átvészelték a földrengést kisebb-nagyobb károkkal – a Domus Aurea például az aljától a tetejéig kettérepedt –, de a tűzvészben mind elpusztultak. A 6. század első évtizedeiben dolgozó Marcellinus comes Annalese szerint a tűz terjedését a felerősödött szél is segítette. A 11. századi Kedrénosz György szerint a tűzvész hat napig pusztított, Malalasz szerint a katedrális hét nappal a földrengés után égett le.
Malalasz az áldozatok számát 250 ezerre teszi, és megemlíti, hogy közülük sokan vidékiek voltak, akik Krisztus mennybemenetelének ünnepe (áldozócsütörtök) miatt érkeztek a városba. A szintén kortárs történetíró Prokopiosz 300 ezer áldozatról beszél. Későbbi forrásokban (Chronicon anonymum ad annum Christi 819 pertinens, Nikiui János, Girgis Bar Hebraeus) a 255 ezres szám szerepel.
Euphrasius, az antiokheiai pátriárka, összeomló házából egy forró szurokkal teli üstbe esett, amelyet tömlőkészítő iparosok használtak. A főpap maradványait csak azért tudták azonosítani, mert feje az üst szegélyén kívülre hanyatlott, s így nem égett le róla a hús.
Antiokheia egyik külvárosában, Daphnében, valamint a közeli kikötővárosban, Seleucia Pieriában is omlottak össze épületek.

## A katasztrófa után
Malalasz szerint Justinianus császár a katasztrófa híre hallatán levette diadémját és palástját, később nyilvánosan is kimutatta gyászát: egy ünnepnapon diadémja és köpenye (klamisz) nélkül jelent meg a templomban, illetve nyilvános beszédben emlékezett meg a város pusztulásáról. A császár anyagi forrásokat is biztosított az újjáépítéshez.
Euphrasius pátriárka utódjának a város lakosai Antiokheiai Ephraimot választották, aki vonakodva fogadta el a posztot. Ő felügyelte a Domus Aurea és más épületek újjáépítését, amelyet 528 novemberében egy újabb nagyobb erejű, de jóval kevesebb áldozatot követelő földrengés szakított meg.
Malalasz arról is beszámolt, hogy az utórengések még másfél évig folytatódtak.
A Seleucia Pieria-i kikötő a földrengés után használhatatlanná vált: geológiai vizsgálatok szerint a parton 0,7–0,8 méteres szintváltozás történt, az öböl pedig egészen a bejáratáig eliszaposodott.